# Сборная России по футзалу (AMF)
Сборная России по футзалу представляет страну на международных соревнованиях по футзалу и контролируется Федерацией футзала России. На Мундиале сборная трижды останавливалась в шаге от бронзы — в 1997, 2000, 2011 годах. На Евро одержала больше всех побед, являясь 5-кратным чемпионом — в 1998, 2006, 2008, 2010, 2016 годах.

## Достижения

### Чемпионат мира
- 1994 — 2-й раунд
- 1997 — 4-е место
- 2000 — 4-е место
- 2003 — 2-й раунд
- 2007 — Групповой этап
- 2011 — 4 место
- 2015 — 1/4 финала
- 2019 — Не квалифицировалась[1]

### Чемпионат Европы
- 1992 — 2-е место
- 1995 — 3-е место
- 1998 — Чемпион
- 2004 — 3-е место
- 2006 — Чемпион
- 2008 — Чемпион
- 2010 — Чемпион
- 2012 — 3-е место
- 2014 — 4-е место
- 2016 — Чемпион
- 2018 — 3-е место